# Aʻeau Peniamina
Aʻeau Peniamina († am oder vor 7. Mai 2025) war ein matai und Politiker in Samoa.

## Leben
Aʻeau Peniamina stammte aus Falealupo auf der Insel Savaiʻi. Bei den Samoan general election, 1985 wurde er erstmals ins Parlament gewählt und übernahm die Funktion des Speaker of the Assembly von 1988 bis 1991, als er seinen Parlamentssitz verlor. Er war außerdem stellvertretender Parteivorsitzender der Samoan Democratic United Party (SDUP).
2001 und 2006 wurde er jeweils wiedergewählt für die Samoan Democratic United Party (SDUP). Nach der Auflösung der Partei galt er als unabhängiger Parlamentarier. 2005 kam es zu Rassismus-Vorwürfen aufgrund von Bemerkungen gegenüber Chinesen, die er jedoch später abmilderte.
Ab 2008 war er Mitglied der Tautua Samoa Party (Vaega Faaupufai le Tautua Samoa), die sich in Opposition zur herrschenden Human Rights Protection Party gegründet hat.
Aʻeau Peniamina starb im Mai 2025 im Alter von 82 Jahren.